# Délégation de Rieti
Pour les articles homonymes, voir Rieti (homonymie).

La délégation apostolique de Rieti fut une subdivision administrative de l’État pontifical, instituée en 1816 par le pape Pie VII sur le territoire de la Sabina.

## Historique
Dans sa configuration définitive, elle confinait au nord avec la délégation de Spolète, à l’est le royaume des Deux-Siciles, au sud avec la comarque de Rome, à l’ouest avec la comarque de Rome et la délégation de Viterbe.

C’était une délégation apostolique de 3e classe qui, à la suite de la réforme administrative de Pie IX du 22 novembre 1850, a été fusionnée dans la légation de l'Ombrie (III Légation).
Après l’unification italienne et par l’application du décret Pepoli (13 décembre 1860), elle fut annexée à la province de l'Ombrie.

## Source de traduction
- (it) Cet article est partiellement ou en totalité issu de l’article de Wikipédia en italien intitulé « delegazione apostolica di Rieti » (voir la liste des auteurs) le 15/07/2012.